# 斯米基夫 (索卡爾區)
50°28′31″N 24°32′18″E / 50.47528°N 24.53833°E
斯米基夫（烏克蘭語：Смиків），是烏克蘭西部的村莊，隸屬利維夫州的舍普季茨基區。該村始建於1568年，面積1.02平方公里，海拔高度231米，2001年人口237，人口密度每平方公里232.35人。